# Журавлёва, Светлана Евгеньевна
Журавлёва Светлана Евгеньевна (род. 7 апреля 1960 года, Горький) — советская спортсменка-парашютистка. Член сборной команды СССР по парашютному спорту (1984—1991). Кандидат биологических наук (1999). Мастер спорта СССР по парашютному спорту международного класса (1989). Выдающийся спортсмен Республики Башкортостан (1997).

## Биография
Светлана Евгеньевна Журавлёва родилась 7 апреля 1960 года в городе Горький в семье видного учёного-химика Е. Ф. Журавлёва.
В 1984 году окончила биологический факультет Башкирского государственного университета.
Светлана Журавлёва с детства увлекалась спортом. Воспитанница авиационно- спортивного клуба ДОСААФ России, авиационно- технического спортивного клуба (тренер А. К. Котенков). Добилась выдающихся результатов по парашютному спорту. Член сборной команды СССР по парашютному спорту (1984—1991).
В 1999 году защитила диссертацию на соискание научной степени кандидата биологических наук по теме : «Синтаксономическое обоснование выбора охраняемых растительных сообществ: На примере некоторых сообществ Республики Башкортостан».
Работает на факультете молекулярной и биологической физики Московского физико- технического института, доцент кафедры биохимической физики.

## Достижения в парашютном спорте
- Абсолютная чемпионка РСФСР в отдельных упражнениях (1991);
- Семикратная чемпионка СССР (1985, 1986, 1987, 1988, 1989, 1990, 1991);
- Двукратная чемпионка спартакиады народов СССР (1991);
- Чемпион РСФСР (1988—1991);
- Призёр чемпионата СССР (1987);
- Серебряный призёр спартакиады народов РСФСР (1990);
- Абсолютный победитель международных соревнований на приз журнала «Крылья Родины» (1988);
- Победитель международных соревнований в Болгарии (София, 1988);
- Рекордсменка мира в групповом прыжке на точность приземления с высоты 1000 м (1988).

## Почётные звания
- Мастер спорта СССР международного класса по парашютному спорту (1989)
- Выдающийся спортсмен Республики Башкортостан(1997)[1].